# Ватанабе Кота
Ватанабе Кота (яп. 渡辺 皓太; нар. 18 жовтня 1998) — японський футболіст, що грав на позиції півзахисника.

## Клубна кар'єра
Протягом 2016–2019 років грав за команду «Токіо Верді». З 2019 року захищає кольори «Йокогама Ф. Марінос».

## Кар'єра в збірній
З 2019 року залучався до складу національної збірної Японії, з якою брав участь у Кубок Америки 2019.

## Титули і досягнення
- Чемпіон Японії: 2019, 2022
- Володар Суперкубка Японії: 2023

Збірні
- Срібний призер Азійських ігор: 2018